# Pararhyssalus longipalpis
Pararhyssalus longipalpis är en stekelart som beskrevs av Cameron 1911. Pararhyssalus longipalpis ingår i släktet Pararhyssalus och familjen bracksteklar. Inga underarter finns listade i Catalogue of Life.